# Douglas Walker
Douglas Walker, né le 28 juillet 1973 à Inverness en Écosse, est un ancien athlète britannique, pratiquant le sprint.
En 1998, il est devenu champion d'Europe sur 200 m et en relais 4 × 100 m. Il est détenteur, bien que cette distance soit très rarement courue, du record d'Europe du 300 m en 31 s 56. 
Il a été contrôlé positif à un contrôle antidopage à la nandrolone et suspendu pour deux ans en 2000.

## Palmarès

### Championnats du monde
- Championnats du monde d'athlétisme de 1997 à Athènes  Grèce:
  -  Médaille de bronze en relais 4 × 100 m

### Championnats d'Europe
- Championnats d'Europe d'athlétisme de 1998 à Budapest  Hongrie:
  -  Médaille d'or sur 200 m
  -  Médaille d'or en relais 4 × 100 m